# Trece Martires
Trece Mártires é um cidade de  quarta classe de renda da cidade (d) na província Cavite, nas Filipinas. De acordo com o censo de 1 de maio  de  2020 possui uma população de 210 503 pessoas e 50 312 domicílios.

## Bairros
Trece Mártires se divide politicamente em 13 bairros, 3 urbanos e 10 rurais.
- Cabezas (Palawit)
- Cabuco (Canggahan)
- De Ocampo
- Lallana (Panuka)
- San Agustín (Pob.)
- Osorio
- Conchu (Lagundian)
- Pérez (Lucbanan)
- Aguado (Piscal Mundo)
- Gregorio (Aliang)
- Inocencio (B. Pook)
- Lapidario (Bayog)
- Luciano (Bitangan)